# Feuerwehr Nordhausen
Die Feuerwehr Nordhausen mit Sitz in der Zorgestraße 1 in Nordhausen ist verantwortlich für den Brandschutz, die Technische Hilfeleistung und die Brandbekämpfung in der Stadt Nordhausen. Sie gehört zum Amt für Brandschutz und Hilfeleistungen der Stadt Nordhausen und besteht aus einer Berufsfeuerwehr (BF) sowie 14 Freiwilligen Feuerwehren (FF). Den FF sind die Jugendfeuerwehren sowie Kinderfeuerwehren angegliedert.

## Geschichte
Die erste Nordhäuser Feuerwehr wurde im Jahr 1869 gegründet. Sie bestand aus bezahlten Feuermännern und freiwilligen Turnern, die vom städtischen Brandmeister und einem von den Turnern gewählten Führer kommandiert wurden. Am 3. April 1945 wurde die Feuerwache sowie Fahrzeuge und Geräte durch Bombenangriffe vollständig zerstört. Am 23. April 1945 wurde die Feuerwache daher in die Kasseler Landstraße und Gerhart-Hauptmann-Straße verlegt. Zu dieser Zeit gab es nur noch eine Führungskraft und 10 Feuerwehrleute. Im Jahr 1946 wurde die Berufsfeuerwehr mit einem Brandinspektor und 12 Feuerwehrleuten sowie eine erste Freiwillige Feuerwehr mit 18 Feuerwehrleuten in Nordhausen gegründet. 2006 beschloss der Stadtrat die Standortverlagerung der Feuerwache der BF in die Zorgestraße. Im Juli 2020 wurde der Grundstein für das etwa 18 Mio. € teure 3-etagige Gebäude mit insgesamt 22 Einstellplätzen für Feuerwehrfahrzeuge gelegt. In der neuen Feuerwache (Feuerwehr- und Katastrophenschutz-Zentrum) sollen zukünftig die BF Nordhausen sowie die FF Nordhausen Mitte untergebracht werden. Die Feuerwehren in Nordhausen hatten 2019 insgesamt 1675 Einsätze.

## Berufsfeuerwehr
Die Berufsfeuerwehr hatte ihren Sitz zunächst in der Hohekreuzstraße 1 und bezog 2023 zusammen mit der Freiwilligen Feuerwehren in Nordhausen Mitte den Neubau in der Zorgestraße 1. Sie besteht aus 40 Beamten im aktiven feuerwehrtechnischen Dienst. Die Alarmierung erfolgt durch Funkmeldeempfänger über die Feuerwehreinsatzzentrale der Berufsfeuerwehr Nordhausen und der Integrierten Rettungsleitstelle Nordhausen.
Die neue dreistöckige in U-Form errichtete Hauptfeuerwache verfügt in der Haupthalle über 16 Einstellplätze für Feuerwehrfahrzeuge sowie sechs Einstellplätze in der Nebenhalle. Auf dem Gelände bzw. im Gebäude befinden sich zudem ein Schlauchtrockenturm, eine Atemschutzwerkstatt, eine Funkwerkstatt sowie die Feuerwehreinsatzzentrale.

## Freiwillige Feuerwehr

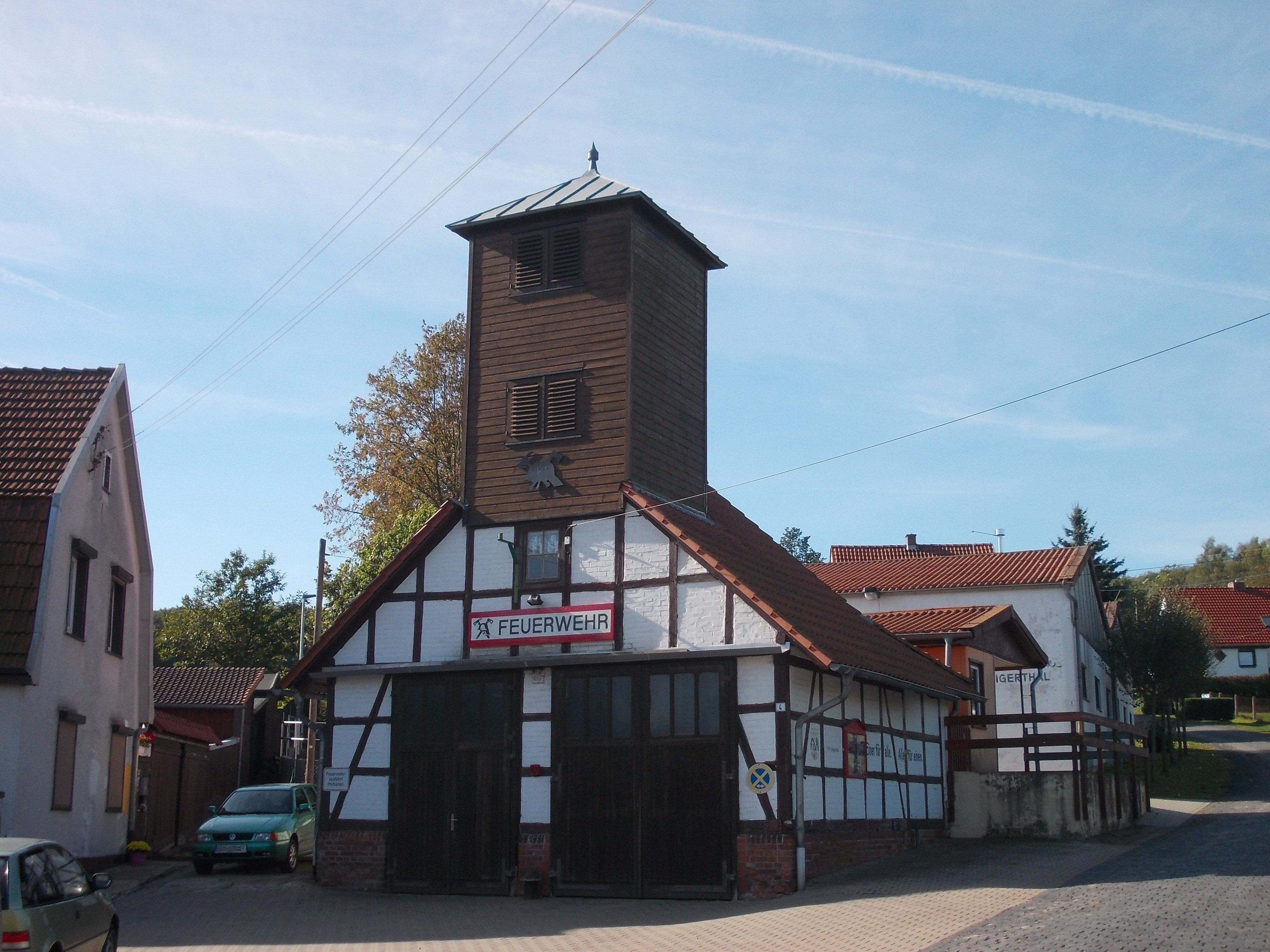
Feuerwehrhaus der Freiwilligen Feuerwehr Steigerthal im Jahr 2013

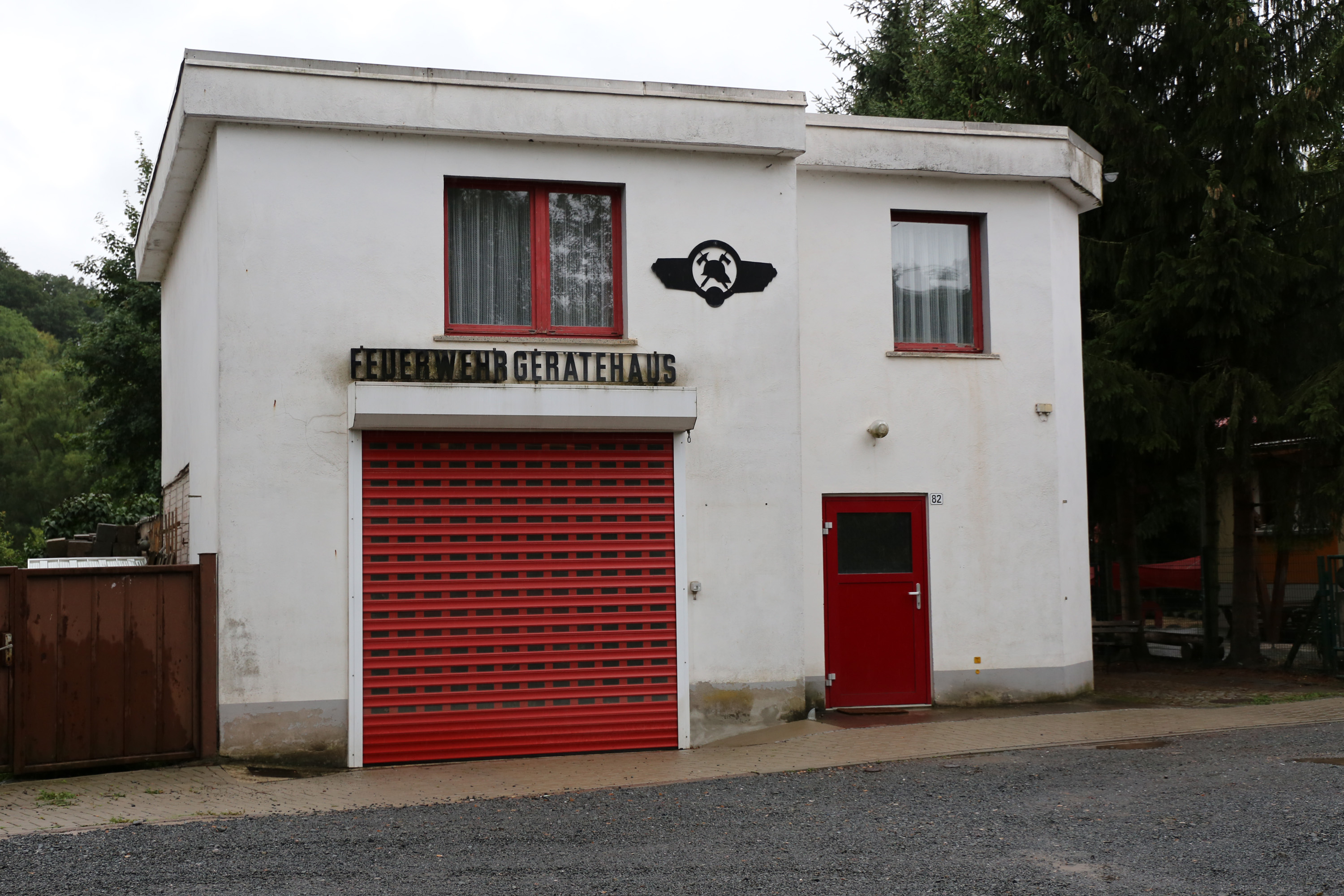
Feuerwehrhaus der Freiwilligen Feuerwehr Krimderode im Jahr 2015

Die Freiwilligen Feuerwehren in Nordhausen befinden sich an 14 Standorten und haben 252 aktive Einsatzkräfte. Die Alarmierung erfolgt durch die Feuerwehreinsatzzentrale der Berufsfeuerwehr Nordhausen über die in den Ortsteilen installierten Sirenen und Funkmeldeempfänger. Die Freiwilligen Feuerwehren Sundhausen und Hesserode werden, aufgrund der Alarm- und Ausrückeordnung für die Bundesautobahn 38, über die Integrierte Rettungsleitstelle Nordhausen alarmiert, sobald jemand auf den dazugehörigen Autobahnabschnitte Hilfe ersucht.
| Feuerwehr        | gegründet | Fuhrpark                                      | Mitglieder |
| ---------------- | --------- | --------------------------------------------- | ---------- |
| Nordhausen Mitte | 1974      | HLF 20/16, DLK 23/12, RW 1, MTF, ELW 1 (FüSt) | 44         |
| Buchholz         |           | MTF, LF 16/12                                 |            |
| Herreden         |           | TSF-W                                         |            |
| Hesserode        |           | MTF, CBRN-ErkW, TLF 24/50, GW-Dekon           |            |
| Hörningen        |           | MTF                                           |            |
| Krimderode       |           | MTF                                           |            |
| Leimbach         |           | KLF-Th                                        |            |
| Rodishain        |           | KLF-Th                                        |            |
| Petersdorf       |           | MTF, TLF 16/20 (IFA W50)                      |            |
| Bielen           |           | LF 16/12, RTB 1                               |            |
| Steigerthal      |           | MTF                                           |            |
| Steinbrücken     |           | KLF-Th                                        |            |
| Stempeda         |           | MTF, TSF-W                                    |            |
| Sundhausen       | 1891      | MTF, TLF 3000, LF 16/12                       | 40         |